# 天使花
天使花（学名：Angelonia salicariifolia）为車前科天使花属下的一个种。原產於墨西哥至西印度群島，由於花形美麗，花色多，具淡淡清香，現在多引進為園藝栽培。
過去，天使花属被分類在 玄參科之下。

## 型態
植株: 全株密被短柔毛，株高約為0.3-0.8公尺，莖直立，綠色，圓柱狀，株形高聳，長且軟，天然分枝性不佳，枝條稍端有黏性。
葉: 單葉對生，上部偶互生，葉面綠色，無托葉，葉無柄或近無葉柄。葉線狀披針形，葉端尖狀或銳尖，基部鈍狀，葉緣淺缺刻之疏齒，常尖狀而向葉端方向彎曲。葉長可達十公分，羽狀脈，葉脈中肋明顯，於表面凹入而於背面隆起。
花: 花單生或總狀花序排列，腋生，由下而上逐漸開放，具淡淡清香。花梗細長，花萼長三公釐，五深裂，幾達基部，裂片披針形，漸尖，宿存花萼，唇形花冠，兩側對稱。花冠合瓣，花冠筒短，喉部有一對囊，長約一厘米，簷部輻狀，二唇化，上唇較寬大，二裂，下唇三裂。花色多，有白、粉紅、淺紫、深紫、紫白雙色…等。有白色腺點，雄蕊四枚，二強雄蕊，雄蕊著生於花冠上，花絲短，雌蕊心皮二枚，花柱頂生，子房上位，具二縱溝，子房二室，中軸胎座，每室具胚珠多數。
果:  蒴果，球形，種子細小而多，少見結果。